# Wolfgang Pfaundler
Wolfgang Pfaundler (* 1. Jänner 1924 in Innsbruck; † 20. April 2015 in Piburg in der Gemeinde Oetz) war ein Volkskundler, Schriftsteller, Fotograf und Aktivist aus Tirol.

## Leben
Wolfgang Pfaundler war unter anderem Herausgeber des im Süddeutschen Verlag erschienenen Buches Der Tiroler Freiheitskampf 1809 unter Andreas Hofer, zahlreicher Bildbände und mehrerer Filme über das Tiroler Brauchtum. Jahrzehntelang war er auch der Herausgeber der Tiroler Kulturzeitschrift Das Fenster. Im Zweiten Weltkrieg kämpfte er als Partisan in Tirol gegen das Hitler-Regime, wo er gemeinsam mit Hubert Sauerwein Initiator und Leiter der Widerstandsgruppe im Ötztal war. Diese war 1941 entstanden und setzte sich um 1942 aus etwa 50 Personen zusammen. Im Gebirge konnten sich die Partisanen bis Kriegsende erfolgreich vor den Nationalsozialisten verstecken und übernahmen im Mai 1945 die Macht im Ötztal, das sie daraufhin kampflos den einmarschierenden Amerikanern übergaben.
1958 veröffentlichte Pfaundler Südtirol – Versprechen und Wirklichkeit, ein Kompendium der diplomatischen Verhandlungen und politischen Geschehnisse in und um Südtirol sowie die Südtirolfrage seit 1919. Als es dem Nachschlagewerk allerdings nicht gelang, die Öffentlichkeit für die Sache der unterdrückten Südtiroler zu mobilisieren, griff Pfaundler zu radikaleren Methoden, um seinem Wunsch nach „Freiheit für Südtirol“ nachzuhelfen. Er gründete 1957 – aus dem 1954 entstandenen Bergisel-Bund heraus – die Nordtiroler Sektion des Befreiungsausschusses für Südtirol, zumeist auch „Freiheitslegion Südtirol“ (FLS) genannt. Im Dezember 1960 legte er dessen Leitung nieder, nachdem in einer von ihm angemieteten Wohnung Munition, Sprengstoff und Waffen gefunden worden waren, sein Nachfolger wurde Heinrich Klier. Selbst habe er aber nie Bomben gezündet, sagte Pfaundler. Er sei vielmehr als „logistischer“ Helfer und Ratgeber aufgetreten. 1962 wurde Pfaundler in einem Mailänder Sprengstoffprozess beschuldigt, die Feuernacht im Juni 1961 organisiert zu haben, in der 37 Strommasten gesprengt wurden. In der Folge erhoben zwar auch die österreichischen Behörden Anklage wegen Sprengstoffbesitzes, allerdings wurde Pfaundler im folgenden Geschworenenprozess freigesprochen. In Italien wurde er hingegen in Abwesenheit zu zwanzig Jahren und elf Monaten Haft verurteilt, weswegen er über Jahrzehnte nicht die italienische Grenze passieren konnte, weil er sofort verhaftet worden wäre. Erst im Jänner 1998 informierte der italienische Staatspräsident Oscar Luigi Scalfaro den österreichischen Bundespräsidenten Thomas Klestil, dass er vier ehemalige Südtirolaktivisten begnadigt habe,  diese waren außer Wolfgang Pfaundler noch Heinrich Klier, Peter Matern und Gerhard Pfeffer.
Wolfgang Pfaundler war mit der Pianistin und Autorin Gertrud Spat (* 5. November 1930 in Eindhoven; † 19. Januar 2010 in Innsbruck) verheiratet, die sich als Übersetzerin mit Mary de Rachewiltz, der Tochter von Ezra Pound, und als Romanautorin mit der Mutter von Georg Trakl beschäftigte. Seine letzte Lebensgefährtin war Herlinde Menardi.

## Publikationen
- Wolfgang Pfaundler: Südtirol: Versprechen und Wirklichkeit (1958)
- Hans Krämer, Wolfgang Pfaundler: Tirol 1809 (1959)
- Wolfgang Pfaundler: Sankt Romedius – ein Heiliger aus Tirol (1961)
- Wolfgang Pfaundler: Sankt Notburga: eine Heilige aus Tirol – eine Bildgeschichte in drei Teilen (1962)
- Wolfgang Pfaundler: Das ist Alpbach (1964)
- Erich Egg, Wolfgang Pfaundler: Kaiser Maximilian I und Tirol (1969)
- Wolfgang Pfaundler: Die schönsten Bilder von Innsbruck 1500–1822 (1972)
- Wolfgang Pfaundler: Innsbruck: Bildnis einer Stadt (1975)
- Erich Egg, Wolfgang Pfaundler, Meinrad Pizzinini: Von allerley Werkleuten und Gewerben: eine Bildgeschichte der Tiroler Wirtschaft (1976)
- Erich Egg, Wolfgang Pfaundler: Das große Tiroler Schützenbuch (1976)
- Wolfgang Pfaundler: Das Tagebuch der Baronin Therese von Sternbach (1977)
- Wolfgang Pfaundler, Caspar Pfaundler, Sebastian Pfaundler: Eines Schattens Traum ist der Mensch: Friedhöfe und Gräber der Alten und Neuen Welt (1979)
- Erich Egg, Wolfgang Pfaundler: Das große Tiroler Blasmusikbuch (1979)
- Wolfgang Pfaundler: Tiroler Jungbürgerbuch (1980, 1982)
- Wolfgang Pfaundler: Fasnacht in Tirol: Telfer Schleicherlaufen (1981)
- Wolfgang Pfaundler: Oberländer Relikte: Bilder aus der Gegenwart (1981)
- Wolfgang Pfaundler: Innsbrucks Wirtschaft im Spiegel der Annoncen 1822–1981 (1982)
- Wolfgang Pfaundler: Der Tiroler Freiheitskampf 1809 unter Andreas Hofer (1984)
- Wolfgang Pfaundler, Werner Köfler: Der Tiroler Freiheitskampf 1809 unter Andreas Hofer in zeitgenössischen Bildern (1984)
- Erich Egg, Wolfgang Pfaundler: Gotik in Tirol: Die Flügelaltäre (1985)
- Wolfgang Pfaundler, Hans Santer, Caspar Pfaundler: Heimatbuch der Tiroler Gemeinde Sautens (1986)
- Wolfgang Pfaundler: Zeugenaussagen über Leben und Tod des Tirolers Otto Neururer (1987)
- Walter Thaler, Wolfgang Pfaundler, Herlinde Menardi, Hubert Kobler: Telfs: Portrait einer Tiroler Marktgemeinde in Texten und Bildern (1988)
- Wolfgang Pfaundler, Johann Zellner: Alpbach: das schönste Dorf Österreichs – Kultur und Geschichte einer Tiroler Berggemeinde (1994)
- Wolfgang Pfaundler: Tiroler und andere Menschen – neun Dutzend Porträts (1994)
- Wolfgang Pfaundler: Nassereither Schellerlaufen: Fasnacht in Tirol (1998)
- Wolfgang Pfaundler: Das andere Südtirol – Rückkehr nach 37 Jahren (2002)
- Herausgeber der Tiroler Kulturzeitschrift „Das Fenster“

## Auszeichnungen
- Ehrenzeichen des Landes Tirol
- Verleihung des Berufstitels Professor
- Österreichisches Ehrenkreuz für Wissenschaft und Kunst